# Юмга-Омга
Ю́мга-Омга́ (рос. Юмга-Омга) — присілок у складі Селтинського району Удмуртії, Росія.

## Населення
Населення — 140 осіб (2010; 165 в 2002).
Національний склад станом на 2002 рік:
- удмурти — 89 %

## Урбаноніми[3]
- вулиці — Висельська, Джерельна, Зарічна